# Stráž u České Lípy
Stráž u České Lípy (něm. Schönborn) je malá vesnice, část obce Stružnice v okrese Česká Lípa. Nachází se asi 1 km na jih od Stružnice. Je zde evidováno 10 adres. Trvale zde žije 12 obyvatel.
Stráž u České Lípy je také název katastrálního území o rozloze 3,67 km2. V katastrálním území Stráž u České Lípy leží i Bořetín.